# Don Williams (Pokerspieler)
Don Williams (* 2. Mai 1942 in Portsmouth, Ohio; † 10. April 2013 in Mansfield, Ohio) war ein professioneller US-amerikanischer Pokerspieler. Er gewann drei Bracelets der World Series of Poker und galt als The World’s Best Unknown Poker Player.

## Persönliches
Williams diente in der US Army und zog nach Abschluss dieser Zeit nach Las Vegas. Er war verheiratet und Vater von zwei Töchtern und einem Sohn.

## Pokerkarriere

### Werdegang
Williams nahm ab 1982 an renommierten Live-Turnieren teil.
Williams war im Mai 1982 erstmals bei der World Series of Poker (WSOP) in Binion’s Horseshoe in Las Vegas erfolgreich und gewann ein Turnier der Variante Limit Seven Card Stud. Dafür erhielt er ein Bracelet sowie eine Siegprämie von 56.000 US-Dollar. Sein zweites Bracelet sicherte er sich drei Jahre später mit dem Gewinn eines Events der gleichen Variante bei der WSOP 1985 mit einem Hauptpreis von 85.500 Dollar. Im Januar 1987 gewann Williams den Grand Prix of Poker im Golden Nugget in Las Vegas für ein Preisgeld von 108.000 Dollar. Bei der WSOP 1987 belegte er zweimal den zweiten Platz und wurde Elfter im Main Event. Ein Jahr später ließ Williams sein drittes Bracelet folgen und setzte sich in der Variante Limit Razz durch, wofür er eine Siegprämie von 76.800 Dollar erhielt. Bei der WSOP 1991 erreichte er den Finaltisch des Main Events und sicherte sich mit seinem vierten Platz sein höchstes Preisgeld von 115.000 Dollar. Ende April 1993 belegte Williams bei einem Limit-Hold’em-Event der WSOP 1993 hinter Phil Hellmuth den zweiten Platz für knapp 80.000 Dollar. Seine letzte Geldplatzierung bei der World Series of Poker erzielte Williams im Mai 1995.
Insgesamt hat sich Williams mit Poker bei Live-Turnieren über 1,5 Millionen Dollar erspielt.

### Braceletübersicht
Williams kam bei der WSOP 24-mal ins Geld und gewann drei Bracelets:
| Jahr | Buy-in (in $) | Turnier           | Teilnehmer | Preisgeld (in $) |
| ---- | ------------- | ----------------- | ---------- | ---------------- |
| 1982 | 1000          | Limit 7 Card Stud | 112        | 56.000           |
| 1985 | 1000          | Limit 7 Card Stud | 171        | 85.500           |
| 1988 | 1000          | Limit Razz        | 192        | 76.800           |